# Duraglia
Duraglia là một chi bướm đêm thuộc họ Geometridae.